# Martin Volke
Martin Volke (* 17. ledna 1982, Ústí nad Labem) je bývalý český hokejový brankář.

## Sportovní kariéra
- 2001–2002 HC Slovan Ústečtí Lvi
- 2002–2003 HC Slovan Ústečtí Lvi
- 2003–2004 HC Děčín
- 2004–2005 HC Děčín
- 2005–2006 HC Děčín
- 2006–2007 HC Děčín
- 2007–2008 HC Slovan Ústečtí Lvi, 2007–2008 HC Most
- 2008–2009 HC Stadion Litoměřice, 2008–2009 HC Slovan Ústečtí Lvi
- 2009–2010 HC Stadion Litoměřice
- 2010–2011 HC Stadion Litoměřice, 2010–2011 HC Benzina Litvínov
- 2011–2012 HC Verva Litvínov
- 2012–2013 HC Most (hostování)
- 2012-2013 HC Verva Litvínov
- 2013-2014 HC Děčín
- 2014-2015 HC Slovan Ústí nad Labem
- 2015-2016 HC Slovan Ústí nad Labem
- 2016-2017 HC Slovan Ústí nad Labem
- 2017-2018 HC Slovan Ústí nad Labem
- 2018-2019 HC Slovan Ústí nad Labem, HC Děčín
- 2019-2020 HC Slavia Praha